# Alexander Shorokhoff
Alexander Shorokhoff ist ein deutscher Luxusuhrenhersteller aus Alzenau, Bayern, der mechanische Armbanduhren herstellt und weltweit vertreibt.
2014 lag der Jahresumsatz bei schätzungsweise 1100 verkauften Uhren.

## Geschichte
Gründer und Leiter des Unternehmens ist Alexander Shorokhov, der 1960 in Moskau geboren wurde. Während seiner Ausbildung zum Bauingenieur studierte er auch Architektur. Auf Grund seiner guten Leistungen und seines Engagements wurde er 1991, nach einem Abkommen zwischen dem damaligen Bundeskanzler Helmut Kohl und dem damaligen russischen Präsidenten Michail Gorbatschow, mit 20 weiteren Managern nach Deutschland geschickt. Dort sollte er die freie Marktwirtschaft beim Hessischen Wirtschaftsministerium kennenlernen und studieren. Ein Jahr später gründete er eine Uhrenvertriebsgesellschaft für die damals bedeutendste russische Uhrenmarke „Poljot“, um die europaweite Vermarktung zu ermöglichen. 1994 etablierte er dann mit Poljot-International seine eigene Uhrenmarke. Doch um seinem Anspruch, Uhren mit höchster Qualität und vor allem in eigener Regie herzustellen, gerecht werden zu können, gründete er 2003 in Alzenau, Bayern, die Alexander Shorokhoff Uhrenmanufaktur unter seinem eigenen Namen.

Obwohl sein Name Shorokhov lautet, bestand er darauf den Namen seiner Manufaktur mit zwei „f“s auszustatten, um seine russische Herkunft und die Geschichte der Marke zu würdigen.

## Design

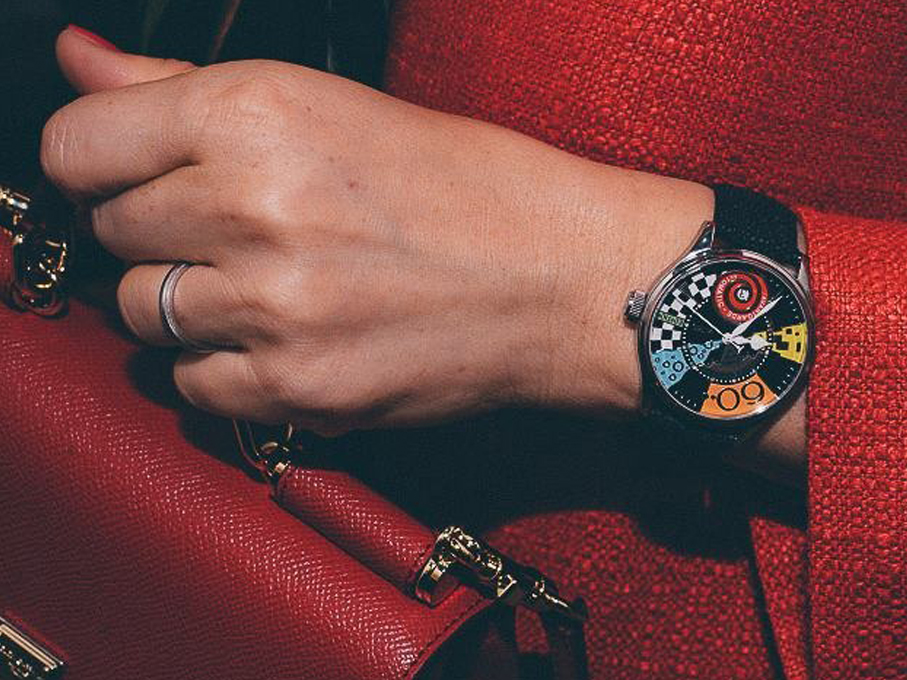
Das erste Modell der Avantgarde Kollektion: die „Miss Avantgarde“ (2011)

Die Designs der Uhren sind von der Kunst- und Kulturgeschichte aus aller Welt inspiriert. Viele Uhrenmodelle sind limitierte Unikate aus drei Kollektionen: Die „Heritage“- Kollektion widmet sich dem russischen Kunst- und Kulturerbe des 19. Jahrhunderts. Die „Avantgarde“ Kollektion versinnbildlicht den russischen Suprematismus. Außergewöhnlich ist hierbei die „60“, die anstelle der gängigen „12“ auf dem Zifferblatt zu finden ist. Inspiriert wird die Kollektion neben der russischen auch von der europäischen Kunst und Kultur. Die „Vintage“ Kollektion ist zwar eine eigene Kollektion, jedoch innerhalb der „Avantgarde“-Linie beheimatet. Die Besonderheit der Kollektion ist die ausschließliche Verwendung von Vintage-Uhrwerken aus russischen und schweizerischen Produktionen.

## Auszeichnungen
Neben den für den German Design Award nominierten Modellen „Miss Avantgarde“ (2014) und „Babylonian I“ (2015) gewannen die Modelle „Barbara“ (2016), „Winter“ (2017), „Levels“ (2021) den German Design Award mit dem Titel „Special Mention“ und die „Revolution“ (2020) den German Design Award „Winner“. Das Modell „Camomile“ wurde vom Deutschen Rat für Formgebung mit dem German Design Award „Winner“ 2018 ausgezeichnet. Der „Regulator AS.R02-1“ belegte den dritten Platz der Kategorie A beim Leserwettbewerb zur „Goldene Unruh 2017“ und das Modell „Sixty-three AS.LA02-3“ ebenfalls den dritten Platz der Kategorie A der „Goldene Unruh 2021“.
Die Alexander Shorokhoff Uhrenmanufaktur wurde 2020 von der Deutsch-Russischen Auslandshandelskammer (AHK) als „bester russischer Mittelständler in Deutschland“ ausgezeichnet, sowie 2021 von Capital als eines der „innovativsten Unternehmen Deutschlands“ gekürt.